# هانس-هنریک لی
هانس-هنریک لِـی (دانمارکی: Hans-Henrik Ley؛ زادهٔ ۲۵ اکتبر ۱۹۲۳ - درگذشت ۲ اوت ۲۰۱۴) یک نویسنده، تهیه‌کننده تلویزیونی، مجری تلویزیون، موسیقی‌دان جاز و آهنگ‌ساز اهل دانمارک بود.

## زندگی‌نامه
او فعالیت حرفه‌ای خود را با آهنگسازی در دههٔ ۱۹۴۰ میلادی آغاز کرد و مدتی نیز در سال ۱۹۵۷ در یک گروه موسیقی پیانو می‌نواخت. در سال ۱۹۶۸ میلادی او کتابی برای کودکان نوشت به‌نام «جاروی شومینه به گشت و گذار می‌رود» که خودش ترانه و آهنگی هم برای آن ساخت و به‌سرعت مشهور شد. با موفقیت این کتاب، هانس-هنریک به کار نویسندگی و آهنگ‌سازی برای کودکان ادامه داد که بسیاری از آن ترانه‌ها، اینک در دانمارک ترانه‌هایی کلاسیک و محبوب هستند. وی در همین ایام مجری یک برنامهٔ تلویزیونی برای کودکان هم بود و در دههٔ ۱۹۷۰ میلادی، همهٔ کودکان در دانمارک او را می‌شناختند.
او در سال ۱۹۹۴ میلادی برندهٔ «جایزه روبرت بهترین موسیقی» شد. همچنین در سال ۲۰۱۳، «انجمن آهنگسازان و ترانه‌سرایان دانمارک» بابت یک عمر فعالیت هنری، جایزهٔ افتخاری خود را به همراه ۲۵٫۰۰۰ کرون دانمارک به وی اهدا نمود.
از فیلم‌ها یا مجموعه‌های تلویزیونی که وی در آن‌ها نقش داشته است می‌توان به سوزی اشاره نمود.